# Sub-Zero
Sub-Zero es un personaje ficticio de la franquicia de juegos de lucha Mortal Kombat de Midway Games y NetherRealm Studios. Guerrero del clan Lin Kuei, el personaje se define principalmente por su capacidad para controlar el hielo en muchas formas. Es además el único personaje en ser protagonista de un videojuego de aventura de la franquicia (Mortal Kombat Mythologies: Sub-Zero). Sub-Zero es el personaje más popular en la serie de Mortal Kombat junto con Scorpion.

## Historia

### Línea de tiempo original

#### Primer trilogía
Kuai Liang y su hermano mayor Bi-Han, a muy corta edad, fueron raptados por expertos asesinos del clan Lin Kuei, donde se les entrenó y enseñó a dominar la técnica del control del hielo. Bi-Han adoptó el nombre clave de Sub-Zero. Cuando Bi-Han fue asesinado por Scorpion, Kuai Liang juró venganza. Perfeccionó sus técnicas de hielo y tomó el mismo nombre clave de su hermano, "Sub-Zero". Entró al torneo de Mortal Kombat para poder vengar la muerte de su hermano Bi-Han junto a su amigo Smoke (Tomas Vrbada).
Impresionado por sus habilidades y determinación, Raiden lo eligió como uno de los Defensores de la Tierra ante la invasión de Shao Kahn, sin embargo, Sub-Zero debía enfrentarse a otra amenaza: su propio clan, el Lin Kuei, impartió la orden de convertir a todos sus miembros en cyborgs, para que sean más efectivos en sus misiones. El hijo del gran maestro, Sektor, fue el primero. Sub-Zero y su amigo Smoke, se rehusaron a este proceso, y fueron marcados como renegados. Kuai Liang logró escapar, sin embargo Smoke fue capturado y robotizado.
En la invasión del Outworld, Liu Kang finalmente derrota a Shao Kahn y Sub-Zero repelió a Sektor y al Lin Kuei con ayuda de Smoke y Cyrax, quienes luego desaparecieron.
Poco duró la victoria, ya que el Dios Antiguo caído Shinnok y su ayudante, el hechicero Quan Chi, se liberaron del infierno, planeando la destrucción de la existencia. Raiden renuncia a su inmortalidad y reúne nuevamente a los defensores de la Tierra. Sub-Zero en especial tiene un duelo contra su eterno rival Scorpion, cuando son interrumpidos por Quan Chi, quien revela que él fue quien exterminó a Scorpion y a su clan Shirai Ryu usando la identidad del Sub-Zero original. Scorpion aprisiona a Quan Chi en el infierno sin antes dar por terminada la rivalidad con Sub-Zero.

#### Segunda trilogía
Tras la derrota de Shinnok, Sub-Zero desafió a Sektor por el liderazgo del Lin Kuei, derrotándolo y desterrándolo. Kuai Liang reformó el clan, orientándolo a la defensa de la Tierra, y para estimular a sus miembros, organizó un torneo cuyo ganador sería entrenado personalmente por él mismo. La ganadora resultó ser una joven llamada Frost, quien al igual que Sub-Zero, dominaba el frío.
Raiden contactó nuevamente a Sub-Zero para prepararse para la amenaza que representaba la Deadly Alliance (Alianza Mortal) entre los hechiceros Quan Chi (quien escapó del infierno y de Scorpion) y Shang Tsung, los cuales habían asesinado tanto a Shao Kahn como a Liu Kang. Para esta misión, Sub-Zero fue acompañado por Frost para que gane experiencia en pelea, sin embargo, la verdadera intención de Frost era robar el medallón del dragón del Lin Kuei. Frost atacó a traición a Sub-Zero y se lo arrebató, pero por su falta de disciplina terminó congelada por su propio poder.
Sub-Zero regresó al templo Lin Kuei para sepultar a Frost, encontrando en el proceso una armadura de antiguos guerreros criomantes de los que él, Frost y Bi Han descendían.
Tras enterarse de que los defensores de la Tierra fueron asesinados, y de que el Rey Dragón Onaga había regresado y derrotado a Raiden y a la Alianza Mortal, Sub-Zero decidió ir al Outworld para resolver la amenaza. En el camino, encontró al espadachín Kenshi Takahashi y ambos fueron juntos por una salida, cuando fueron emboscados por una tropa de Tarkatanos al servicio de Onaga, liderada por el guerrero del Reino del Orden Hotaru. Sub-Zero y Kenshi los derrotan y van al palacio de Onaga, en donde sus poderes se canalizaron en el guerrero Shujinko, quien lo derrota.
Al regresar al templo Lin Kuei, Sub-Zero encuentra a muchos de sus camaradas masacrados, siendo una reanimada y frenética Frost la responsable. La diferencia de poder fue amplia, y Sub-Zero confinó a Frost a una tumba de hielo. Más tarde, Kuai Liang es encarado por Taven, hijo de los dioses protectores de Edenia, Argus y Delia. Ambos son asaltados por Noob Saibot y Smoke, hermano y mejor amigo de Sub Zero, los cuales son derrotados. Tras saber de la historia de Taven, Sub-Zero acude al llamado de Johnny Cage, quien dice que presenció como Shao Kahn, Onaga, Shinnok y la Alianza Mortal pactaron ir por el poder que tenía el elemental Blaze, en una pirámide en una región desértica de Edenia.
En su final de Mortal Kombat: Armageddon, Sub-Zero se convierte en un Dios de hielo sin el consentimiento de los Dioses Antiguos, quienes enviaron a sus campeones para derrotarlo.
Sin embargo, en la pirámide los Kombatientes se eliminaron entre ellos, quedando en pie solamente Raiden y Shao Kahn. Cuando el emperador esta a punto de masacrar al Dios del trueno, este envía un mensaje a su yo del pasado, reiniciando la historia.

### Segunda línea de tiempo

#### Primer trilogía y primer invasión de Shinnok
En la nueva línea de tiempo, Kuai Liang vuelve a entrar al torneo, junto con Smoke, para vengar a su hermano. Durante su búsqueda, se entera de la verdad por medio de Sonya Blade y Jax Briggs: Scorpion fue el perpetrador. Sub Zero encara a Shao Kahn pidiendo por el espectro, el emperador accede y Kuai Liang vence, pero antes de matarlo, los cyborgs del Lin Kuei liderados por Sektor y Cyrax lo secuestran y lo envían al templo para su robotización.
Cuando Shao Kahn invade la Tierra, Sub-Zero es enviado junto con Sektor y Cyrax a combatir en su favor por un pacto, pero es derrotado por Kabal, quien lo envía a una catedral en donde se refugiaban los defensores. Ahí logra recobrar su consciencia, y le ofrece su lealtad a Raiden, enfrentando junto con Nightwolf a Quan Chi y a su propio hermano, Noob Saibot.
Al regresar a la catedral, es sorprendido por los Lin Kuei y Sindel. Esta última lo hiere de muerte junto con el resto de los defensores, salvándose solo Cage y Sonya.
Como parte del trato entre Shao Kahn y el infierno, las almas de los defensores caídos se convirtieron en propiedad de Quan Chi, quien los convirtió en Retornados (Revenants) a su servicio. Sub-Zero era uno de ellos, y en especial, Quan Chi le devolvió su forma humana, desprendiéndose de su cuerpo cibernético.
En un asalto a la Fortaleza de Quan Chi, Cage y Sonya enfrentaron y derrotaron al hechicero, Sub-Zero, Scorpion y Jax. En el proceso Cage es herido y estaba a punto de ser convertido en retornado, pero Raiden acude y contrarresta el hechizo. Como efecto colateral, Jax y los ninjas resucitan.

#### Nueva vida
Sub-Zero despierta en la Academia Wu Shi siendo asistido por el maestro Bo' Rai Cho. Luego es contactado por Raiden para que recupere una de las dagas Kamidogu, quienes estaban siendo buscadas por otra amenaza. Kuai Liang la encuentra en los escondites del Dragón Rojo, cuando es abordado por Kano, a quien derrota. Poseído por la Magia de Sangre que le imbuye la daga, Sub-Zero congeló toda una ciudad en Japón. Sin embargo es encarado por Hanzo Hasashi, la verdadera identidad de Scorpion, y su aprendiz e hijo de Kenshi, Takeda Takahashi, quienes lo derrotan y recuperan la daga, deshaciendo la magia de sangre.
Kuai Liang es nuevamente rescatado por Bo' Rai Cho, quien lo cura y le ofrece ayuda para derrotar al Lin Kuei, ahora bajo el mando de Sektor. Kung Jin, un joven ladrón, logró hacerse con un poderoso virus informático, y se lo facilitó a Sub-Zero. El ninja y el maestro encuentran la base secreta del Lin Kuei, Sub-Zero logra neutralizar a Cyrax y Sektor e implanta el virus en la computadora central, deshaciendo el protocolo de esclavitud. Sektor es derrotado y Cyrax recobra su conciencia. Para enmendar sus actos, Cyrax decide autodestruirse junto con la base.

#### Segunda invasión de Shinnok

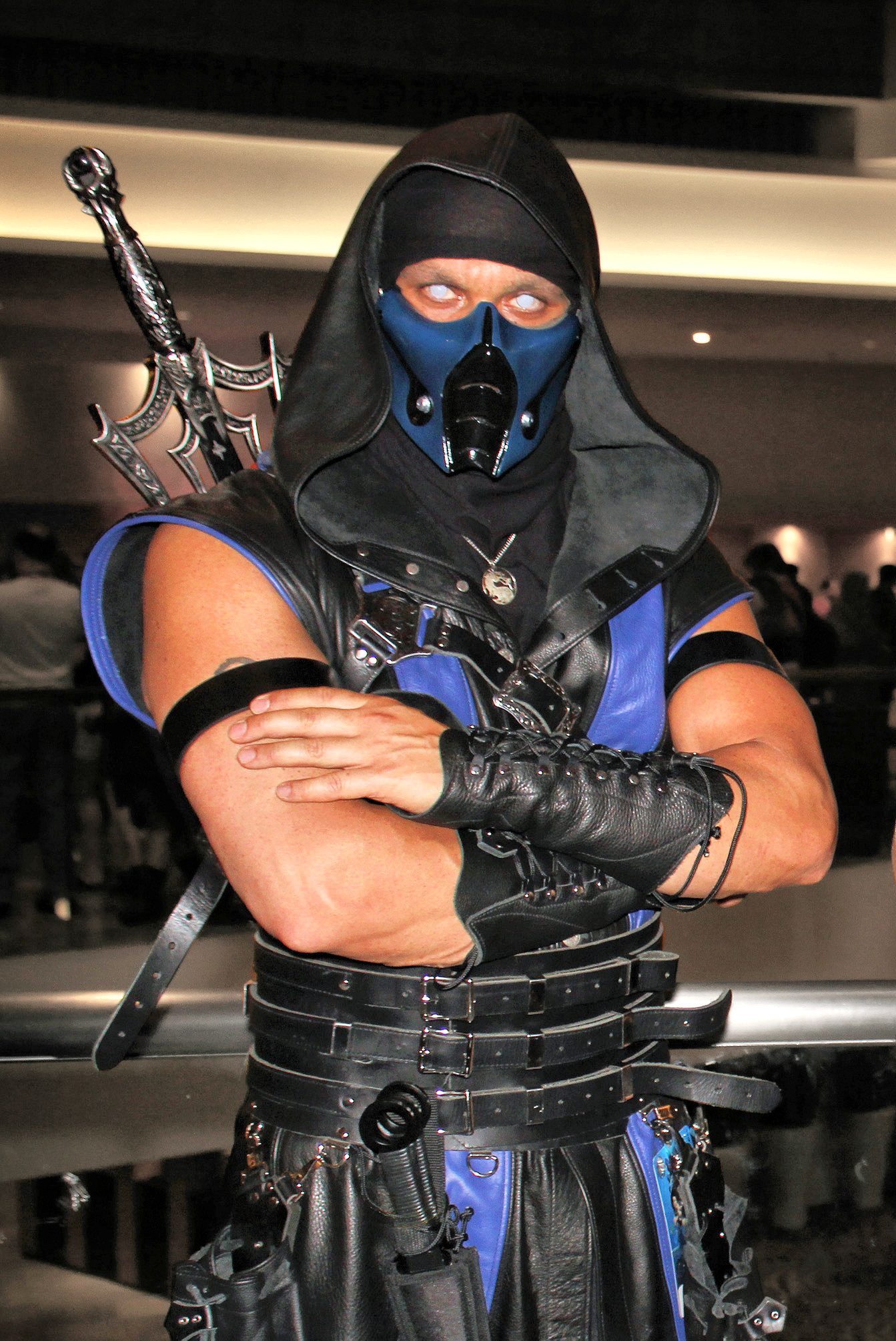
Cosplayer de Sub-Zero.

Ahora como el nuevo Gran Maestro del Lin Kuei, Sub-Zero la convierte en una organización en pos de la justicia. Y como primer acto, terminó la rivalidad de años con el Shirai Ryu, mostrándole a Hasashi la verdad sobre la muerte de su familia y clan por medio de los recuerdos del cerebro de Sektor. Luego, colabora con Cage para entrenar al nuevo escuadrón de las Fuerzas Especiales, formado por su hija Cassie Cage, la hija de Jax, Jacqui Briggs, Takeda y Kung Jin, además de detener un intento de invasión por parte de Kotal Kahn.

#### Ataque de Kronika
Tras la fusión del tiempo, Sub-Zero y Hanzo colaboran para destruir a los nuevos Cyber Lin Kuei que el Sektor traído del pasado por Kronika creó, desactivando el control sobre Cyrax y derrotando a Noob Saibot, Frost y Sektor además de destruir la fábrica con éxito. Más tarde, para ayudar a atacar la fortaleza de Kronika, Sub-Zero y Hanzo acuden a Kharon, un ser que viaja más allá de los Reinos haciendo uso de su flota. El Maestro Hasashi muere, pero el Scorpion del pasado les informa que como último deseo de su yo futuro, Kharon los ayudará. Las fuerzas de Raiden tienen éxito en derrotar a los ejércitos de Kronika, pero ésta revierte el tiempo y todos incluyendo Sub-Zero se ven afectados por esto, sin embargo, el Liu Kang Dios del Fuego y el Trueno logra vencer a Kronika y reinicia la historia creando así una Nueva Era.

### Línea de tiempo creada por Liu Kang
En la nueva era creada por Liu Kang, Bi-Han regresa nuevamente como el principal Sub-Zero jugable, mientras que Kuai Liang, su hermano menor ahora toma el papel de Scorpion en lugar de Hanzo Hasashi. La encarnación de Kuai Liang como Sub-Zero de la línea de tiempo anterior aparece siendo un personaje kameo basado en la asistencia.
En la historia, los Lin Kuei han ayudado a Liu Kang a proteger la Tierra durante siglos. Bi-Han, el nuevo Gran Maestro de los Lin Kuei, cree que simplemente servir a Liu Kang limita el potencial del clan. Cuando Liu Kang envía a Sub-Zero, Scorpion y su hermano adoptivo Smoke a investigar a Shang Tsung, los dos primeros son capturados por sus fuerzas. Después de que Shang Tsung revela que tiene control sobre el ejército de Dragones del Emperador Ying, les ofrece a los Lin Kuei el control sobre ellos si ayuda al Mundo Exterior a conquistar a la Tierra, Bi-Han acepta ayudarlo a fortalecer al Lin Kuei y le revela a Kuai Liang que dejó morir a su padre, ya que lo veía débil. Después de escapar de las garras del enemigo, Scorpion y Smoke deciden desertar del Lin Kuei y ayudar a Liu Kang a defender los reinos de Shang Tsung y su homólogo Titán. Tras la derrota del Titán Shang Tsung, Scorpion y Smoke buscaron refugio en Japón de las fuerzas del Lin Kuei y establecieron el clan Shirai Ryu con la amiga de la infancia de Kuai y posteriormente esposa, Harumi Shirai. Su primer recluta es un joven ladrón llamado Hanzo Hasashi. Mientras los Shirai Ryu se convierten en los nuevos guardianes de confianza de Liu Kang, Bi-Han intenta reforzar las fuerzas del Lin Kuei con la ayuda del "genio de Sektor".

## Recepción

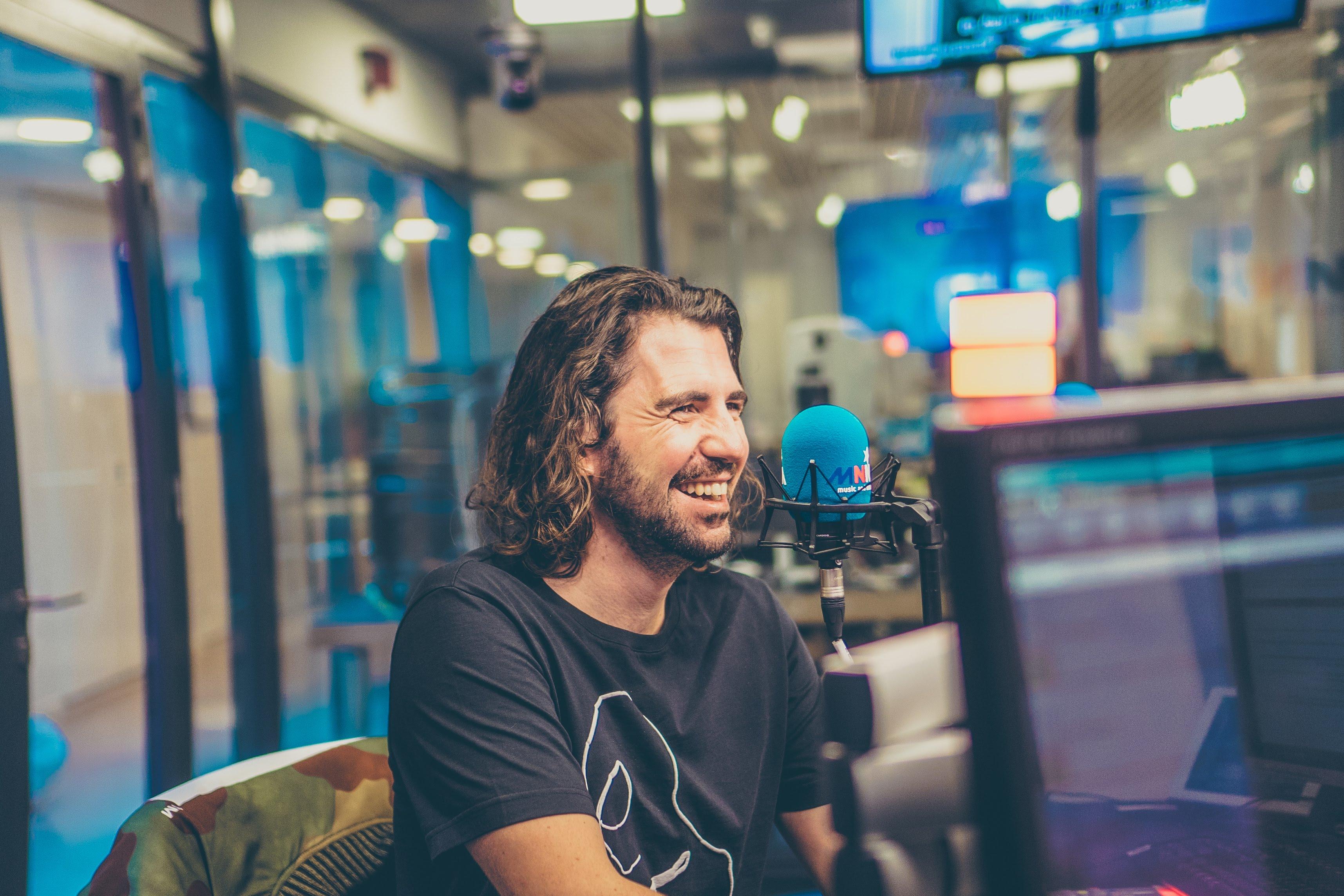
Dimitri Vegas, DJ belga, voz original y modelo de rostro de Sub-Zero en Mortal Kombat 11.

Sub-Zero recibió el premio al mejor luchador de 1997 por parte de SuperGamePower (voto de los lectores). Su rediseño en Mortal Kombat 3 no fue del agrado de GamePro, que consideraron "tirantes" y compararon su cicatriz con un frotis rojo. Sin embargo, su aparición en Deadly Alliance recibió elogios por parte de Tim Lewinson de Gaming Age al señalar que "el Sub-Zero nunca se vio tan bien". GameDaily mencionó su aparición en Mortal Kombat Mythologies: Sub-Zero como uno de sus peores momentos. Por otro lado, IGN "al personal le gustó cómo Sub-Zero recibió su propio videojuego, y dijo que era uno de los personajes más populares de la serie, y que ofrece a los jugadores una nueva imagen de Sub Zero". Un artículo de GamesRadar de 2011 discutido su evolución y la de Scorpion a través de la serie Mortal Kombat, citándolas como sus dos personajes más populares. La rivalidad entre Sub-Zero y Batman en Mortal Kombat vs DC Universe fue enfatizada por IGN, quien observó que aunque ambos personajes eran extremadamente poderosos Las habilidades de congelación de Sub-Zero fueron más entretenidas que las habilidades de Batman. Den of Geek incluyó al primer Sub-Zero como el octavo mejor personaje de Mortal Kombat alabando su papel en Mythologies Sub-Zero mientras que el segundo Sub-Zero fue catalogado como el mejor Mortal Kombat basado en muchas de sus acciones, como su rivalidad con Batman, así como su papel en la serie, como su relación con el Lin Kuei Por el contrario, John Dewhurst , de Hyper, opinó que lo que contribuyó al fracaso de Mythologies Sub-Zero es que el personaje de Sub-Zero solo "no es tan interesante sin Johnny Cage y Kitana para rebotar".
En 2010, UGO clasificó a Sub-Zero en el noveno lugar en su lista de personajes de Mortal Kombat, destacando su disfraz de ninja como el más icónico de la serie. Ese mismo año, GamePlayBook lo clasificó como el mejor personaje de Mortal Kombat , elogiando sus ataques de congelación y la Fatalidad de "Desgarrado en la cabeza", pero la versión desenmascarada de Sub-Zero se clasificó como el tercer personaje peor de Mortal Kombat. En 2011, ScrewAttack clasificó a Sub-Zero en segundo lugar en su lista principal de "kharacters" de Mortal Kombat, mientras que Anthony Severino de Game RevolutionLo empató con Scorpion en la parte superior de su lista de los mejores luchadores de la "vieja escuela" de Mortal Kombat, destacando a ambos como los personajes más populares de la franquicia. En 2012, Sub-Zero ocupó el tercer lugar en la lista de los mejores personajes de Mortal Kombat de UGO. Ese mismo año, Brian Altano y Ryan Clements de IGN lo eligieron como el personaje más icónico de Mortal Kombat para representar la serie contra Jin Kazama de Tekken y Ryu de Street Fighter.
IGN incluyó la primera encarnación de Sub-Zero en el lugar 85 en su lista de 100 villanos de videojuegos. Llegó a las semifinales de "Ultimate Character Battle!" De GamesRadar en 2008. Encuesta, perdiendo contra Hulk. En 2009, GameSpy lo nombró uno de los 25 "peleadores extremadamente ásperos" en el juego, alabando su estilo de lucha. En 2012, WatchMojo.com lo empató con Scorpion por el segundo puesto en su lista de los personajes de juegos de lucha más icónicos. Complex clasificó a Sub-Zero como el quinto personaje de juego de lucha "más dominante" en 2012, así como el vigésimo quinto personaje de videojuegos "más rudo" de todos los tiempos en 2013. Los lectores de Dorkly lo votaron como el cuarto personaje de la serie (el mayor Sub-Zero) y el segundo (el más joven) en una encuesta de 2013. Juntos, Scorpion y Sub-Zero fueron elegidos como los quintos personajes más icónicos en las dos décadas de PlayStation por los lectores de la revista oficial de PlayStation - Reino Unido en 2015. Sub-Zero solo, por delante de Scorpion, se ubicó tercero en una encuesta de 2016 lectores por Hobby Consolas para el personaje más popular en todos los juegos de lucha.
Sub-Zero apareció en numerosas listas de los mejores personajes de ninja de videojuegos, incluidos en estos por CrunchGear (en el número diez) en 2008, por Unreality (en el número cuatro) en 2009, y ScrewAttack (en el número cinco) en 2010. Scorpion y Sub-zero compartieron el quinto lugar en la lista de los mejores ninja de videojuegos de PC World en 2009 y el cuarto lugar en la lista de los mejores ninja de juegos de WatchMojo.com en 2013. Virgin Media también lo incluyó en su lista de "top ten ninjas", mientras que GamesRadar lo presentó en su artículo de 2008 en el que discutía sobre los mejores asesinos de videojuegos, afirmando que "sus formas sangrientas y su capacidad para congelar a los oponentes de forma sólida le permitieron abrirse camino en los corazones de los jugadores de videojuegos de todo el mundo". En 2012, BBC News mencionó a Sub-Zero como un ejemplo prominente de "tonterías inspiradas en el ninja occidental" en la cultura popular.
1UP.com ha señalado que su técnica de proyección de hielo es una de las mejores mecánicas que cambió los videojuegos debido a lo práctico que es, ya que brinda a los jugadores la oportunidad de hacer cualquier movimiento mientras el oponente está congelado. Prima Games enumeró el mismo movimiento que el 23 en los juegos de lucha debido a la forma en que paraliza a los enemigos permitiendo que el jugador ataque al enemigo. Además, el mismo sitio clasificó su "Fatalidad por rasgadura de la columna vertebral" como la número 12 debido a cómo Sub-Zero sostiene la cabeza del enemigo después de decapitarlo. De acuerdo con GameSpot's Jeff Gerstmann, el desbloqueo del personaje oculto Classic Sub-Zero en Ultimate Mortal Kombat 3 fue tan "molesto" hasta el punto de que los jugadores no lo harían. En 2010, ScrewAttack clasificó a Fatalidad original de Sub-Zero como la mejor de la serie y atribuyó a su infamia la creación del sistema de clasificación de videojuegos ESRB.

## Apariciones de Sub-Zero

### Videojuegos
- Mortal Kombat (1992) (En realidad él no está en el juego, es Bi Han quien aparece como Sub-Zero)
- Mortal Kombat II (1993)
- NBA Jam Tournament Edition Beta (1994) Personaje Secreto
- Mortal Kombat 3 (1995)
- Ultimate Mortal Kombat 3 (1995)
- Mortal Kombat Trilogy (1996)
- Mortal Kombat Mythologies: Sub-Zero (1997)[4] (Bi-Han es el Sub-Zero que aparece acá)
- Mortal Kombat 4 (1997)
- Mortal Kombat Gold (1999)
- The Grid (2000) Personaje Secreto
- Mortal Kombat: Deadly Alliance (2002)
- Mortal Kombat Tournament Edition (2003)
- Mortal Kombat: Deception (2004)
- Mortal Kombat: Shaolin Monks (2005)
- Mortal Kombat Armageddon (2006)
- Mortal Kombat Unchained (2007)
- Mortal Kombat vs. DC Universe (2008)
- Mortal Kombat (2011)
- Mortal Kombat X (2015)[5]
- Injustice 2 (2017) Personaje DLC
- Mortal Kombat 11 (2019)
- Mortal Kombat 1 (2023) (Bi-Han el Sub-Zero original es el que aparece en este juego, mientras que Kuai Liang es Scorpion).

### Películas
- Mortal Kombat (1995) Bi-Han
- Mortal Kombat: Aniquilación (1997)
- Mortal Kombat Legends: La venganza de Scorpion (2020) Bi-Han
- Mortal Kombat (2021) Bi-Han
- Mortal Kombat Legends: La batalla de los reinos (2021) Kuai Liang
- Mortal Kombat Legends: Frío y penumbra (2022) Kuai Liang

### Series
- Mortal Kombat: Defenders of the Realm (1996)
- Mortal Kombat: Conquest (1998) Ancestro de Bi-Han y Kuai Liang
- Mortal Kombat: Legacy (2011) Bi-Han